# 구례군의 농어촌버스
구례군의 농어촌버스는 전라남도 구례군을 중심으로 운행하는 버스를 이용한 대중교통 수단으로, 운수업체로는 구례여객이 유일하다.

## 운임
2023년 1월 1일 기준 요금이다.
| 종류 | 나이                    | 현금 (원) | 카드 (원) |
| ---- | ----------------------- | --------- | --------- |
| 일반 | 어른 (만 19세 이상)     | 1000      | 1000      |
| 일반 | 청소년 (만 13세 ~ 18세) | 800       | 800       |
| 일반 | 어린이 (만 0세 ~ 12세)  | 500       | 500       |

- 2014년 1월 1일부터 교통카드 시스템을 도입해 교통카드를 이용해 요금을 낼 수 있게 되었다.[2] 단, 별도의 환승할인 혜택은 시행하지 않고 있다.
- 요금 지불할 때 구례공영버스터미널에서 출발할 때(하행)는 버스에서 내릴 때 지불하며, 반대로 구례공영버스터미널 방면으로 갈 때(상행)는 버스에 탈 때 지불한다.
- 2017년 1월 1일 기준 구례군의 농어촌버스 요금표
- 2020년 1월 1일부터 1000원으로 요금 단일화를 하였으며, 천은사와 노고단노선(좌석) 노선만 기존대로 별도의 구간요금을 징수한다.

## 운수 업체
2015년 11월 기준이다.
농어촌버스
| 운행업체     | 등록대수 |
| ------------ | -------- |
| 구례여객운수 | 18       |
| 합계         | 18       |

마을버스
| 운행업체 | 등록대수 |
| -------- | -------- |
| 안전운수 | 4        |
| 합계     | 4        |

## 운행 노선
모든 노선은 구례공영버스터미널을 기점으로 한다.
| 방면                  | 종점                           | 경유지 |
| --------------------- | ------------------------------ | --- |
| 구례구/압록 방면      | 구룡, 상한, 압록, 칠안         | 오봉, 신촌, 신월, 비촌, 구례구역, 선변, 교동, 대치, 건천, 모전, 임선, 강문, 회룡, 구룡, 칠안, 조사, 하안입구, 압록, 하한, 상한, 남바우, 독자, 유곡, 진번, 논곡, 본황, 여수산장, 계산리 |
| 광의 방면             | 광의, 구만리, 천은사           | 의료원 |
| 남원 방면             | 남원                           | 용정, 죽정, 이평, 원촌, 중동, 계천, 주천, 현천, 곰재, 송구, 용방, 연파 |
| 노고단 방면           | 노고단                         | 화엄사, 천은사, 성삼재 (매년 동절기(11월 말 ~ 4월 중순) 운행중지) |
| 대평 방면             | 대평                           | |
| 문척/간전 방면        | 동해, 상만, 중산리, 효곡, 흥대 | 흥대, 죽마, 토금, 동해 |
| 산동 방면             | 수락, 월계, 이사, 중동         | 의료원, 상위, 이사 |
| 시동, 사동, 봉서 방면 | 봉서                           | 시동, 산수, 동산 |
| 연곡사, 피아골 방면   | 피아골                         | 동방천, 원송, 송정, 하리, 외곡, 중기, 불락사, 원기, 신촌, 죽리, 평도, 연곡사, 피아골, 석굴암, 내한, 새동네                                                                             |
| 토지/간전 방면        | 내한, 용지동, 중한치, 효곡     | 요양원, 상만, 효곡 |
| 하사, 오미 방면       | 문수, 오미                     | 상사, 하사, 상죽, 영암촌, 마당바위, 문수리 |
| 화개, 쌍계사 방면     | 신흥                           | 화개, 가탄, 법화, 삼신, 정금, 쌍계사, 신흥, 모암(구름다리), 신촌 |
| 화엄사 방면           | 당촌, 중동, 지천, 화엄사       | 냉천리, 마산, 황전리, 당촌, 천은사삼거리, 중동, 연파리, 당동, 난동, 방광, 지천리 |